# Дамен, Йоан
Йоан Дамен (род. 1965, Хамонт-Ахел, Бельгия) — бельгийский криптограф, автор многих научных публикаций по криптографии и один из разработчиков Rijndael, Advanced Encryption Standard (AES), совместно с Винсентом Райменом. Он также разработал и участвовал в создании таких блочных шифров, как MMB, SQUARE, SHARK, NOEKEON, 3-Way и BaseKing. Совсем недавно[когда?] он участвовал в создании криптографической хеш-функции Keccak, которая является победителем SHA-3.

## Биография
Йоан Дамен родился в 1965 году и рос в деревне Ахел в провинции Лимбург. В 1988 году окончил Лёвенский католический университет в области электро-машиностроения. Впоследствии он начал работать как член научно-исследовательской группы COSIC (Компьютерная безопасность и промышленная криптография), и работал над разработкой и криптоанализом блочных шифров, потоковых шифров и хеш-функций. В марте 1995 года он получает докторскую степень.
После получения докторской степени, Йоан Дамен покидает область криптографии и компьютерной безопасности, чтобы работать на заводе Янссен Фармацевтика, компании Johnson & Johnson, в Берсе, Бельгия. Затем он начинает работать в Бельгийском банке Bacob, становится специалистом по банковским технологиям и занимается технологиями ATM и EFTPOS.
После разработки Banksys, Дамен работает в Proton World International, которая занимается безопасностью систем оплаты и банковских операций. Позже он работает в STMicroelectronics.
При разработке многих своих алгоритмов Йоан Дамен работал c коллегой из COSIC Винсентом Рэйменом, с которым познакомился летом 1993 года, работая над оценкой качества шифра. В 1997 году они создают шифр SQUARE, который был предшественником Rijndael.
Одной из последних разработок Йоана Дамена является алгоритм хеширования Keccak.

### Rijndael (AES)
Расширенный стандарт шифрования является результатом 3-х летнего отбора, который был начат в 1997 году NIST (Национальный институт стандартов и технологий) на замену шифру DES, который использовался с 1977 года американскими государственными учреждениями и компаниями, чтобы защитить все, начиная от электронной почты до телефонных звонков. В 1999 году остались пять финалистов, которые были выбраны из более чем 15-ти претендентов, а именно Rijndael, MARS, RC6, Serpent и Twofish. В конце процесса стандартизации, был объявлен победителем шифр Rijndael, разработанный двумя бельгийскими криптографами Йоаном Даменом и Винсентом Рэйменом.
После победы Rijndael стал официальным стандартом шифрования правительства США, а затем стал широко применяться в государственном и частном секторе, в частности финансовыми учреждениями.
Rijndael является шифром линейных преобразований, не требующим сети Фейстеля и с длиной ключа 128, 192 или 256 бит.

"…главным недостатком этого шифра является сложность американцам произнести его название…. Разработчики, Винсент Рэймен и Йоан Дамен, знают, что делают… ",— Bruce Schneier,Dr. Dobbs Journal (Online Edition) 2000

### Keccak

Конструкция функции губки.

Последние годы Йоан Дамен работает совместно с Guido Bertoni, Michaël Peeters и Gilles Van Assche над шифром Keccak, являющимся одним из пяти финалистов на SHA-3. Keccak является преемником RadioGatún. Keccak реализован на базе конструкции «губки». Число раундов — 18.
Перестановка Keccak имеет следующие свойства:
- Она состоит из итераций простой раундовой функции, похожих на блочный шифр без схемы ключа[англ.].
- Внутреннее состояние может быть длиной 25, 50, 100, 200, 400, 800 или 1600 бит.
- Выбор операций ограничен побитовыми XOR, AND и NOT, а также перестановками.

О производительности Keccak:
- В программном обеспечении Keccak занимает около 13 циклов на байт.
- В оборудовании, это быстрый и компактный алгоритм, с переменным размером / скоростью.

Она подходит для DPA-устойчивых (устойчивых от дифференцальных атак по мощности) реализаций как в области аппаратного, так и программного обеспечения.
В самой функции перестановки хеш-функции Keccak текущее внутреннее состояние представлено в виде трёхмерного набора битов (трёхмерного массива). Сам объект можно разбить на плоскости вдоль трёх осей координат, а элементы каждого слоя — на фрагменты в виде столбцов или векторов. Обработка внутреннего состояния в каждом раунде происходит с помощью функций Chi, Theta, Pi, Rho и Iota.